# 稲田博
稲田 博（いなだ ひろし、1960年6月12日 - ）は、俳優、脚本家、演出家。劇団イナダ組代表。「イナダ」名義でも活動する。北海道函館市出身。北海高等学校、北海道東海大学（現・東海大学）芸術学部情報デザイン学科卒業。東海大学（北海道・旭川キャンパス芸術工学部）と北海道浅井学園大学（現・北翔大学）生涯学習システム学部・芸術メディア学科・舞台芸術コース非常勤講師。

## 経歴
大学時代に1学年上の先輩に誘われ、演劇を始める。北海道東海大学時代は演劇部「えびぞった」の部長。1988年からは自身のプロデュース公演を行い、活動。1990年、現在CREATIVE OFFICE CUEの会長である鈴井貴之と意気投合し、鈴井主宰として、劇団「OOPARTS」を立ち上げる。しかし、舞台の脚本についてなどを巡って鈴井と揉め、立ち上げから1年半程で脱退。その後、1992年、「劇団イナダ組」を立ち上げ、劇団イナダ組の全作品の作・演出を手がけている。また、当時大学生であったTEAM NACSが旗揚げ解散公演と銘打って行った、「LETTER〜変わり続けるベクトルの障壁」（1996年）でも演出を手がけた。
また、劇団にTEAM NACSの森崎博之、佐藤重幸、大泉洋、音尾琢真らが所属していたこともあり、2000年の公演では約1万人を動員した。大泉洋からは「初めて舞台に立つときの立ち方を教えてくれた方」として師とあおがれている。

## テレビ番組
- 素晴らしい世界 「スバセカ劇場『引越で…』」（2007年4月、北海道テレビ放送） - 脚本

## ラジオ
- PICK UP SAPPORO（札幌コミュニティ放送局、？〜1999年？）
- 悪徳金融紹介（札幌コミュニティ放送局、？〜1999年？）
- イナダさん的ラジオ（FMアップル、1999年〜）
- ラジオイナダ組（STVラジオ、2003年10月〜2004年3月）
- ラジオのお仕事ハリきって（かわいい）（札幌コミュニティ放送局、2021年4月〜）

## 舞台
- ライナス（1998年）